# Masatada Ishii
Masatada Ishii (石井 正忠 Ishii Masatada?), född 1 februari 1967, är en japansk tidigare fotbollsspelare och tränare.
Han blev utsedd till J.League "Manager of the Year" 2016.